# Джойс, Кара Линн
Кара Линн Джойс (англ. Kara Lynn Joyce; род. 25 октября 1985, Бруклин, Нью-Йорк), в замужестве Уильямсон (англ. Williamson) — американская пловчиха, специалистка по плаванию вольным стилем. Выступала за национальную сборную США по плаванию в период 2003—2012 годов, обладательница четырёх серебряных олимпийских медалей, чемпионка мира, победительница Панамериканских игр.

## Биография
Кара Линн Джойс родилась 25 октября 1985 года в Бруклине, Нью-Йорк.
Занималась плаванием во время учёбы в старшей школе в Анн-Арборе, Мичиган, куда её семья переехала в 2001 году. На выпускном курсе установила пять рекордов штата среди учащихся старших школ, причём пять из них на тот момент имели статус национальных рекордов.
Продолжила спортивную карьеру в Университете Джорджии, состояла в местной плавательной команде «Джорджия Буллдогс», где проходила подготовку под руководством известного специалиста Джека Боэрле. Неоднократно выигрывала чемпионаты Национальной ассоциации студенческого спорта в различных плавательных дисциплинах.
Первого серьёзного успеха на взрослом международном уровне добилась в сезоне 2003 года, когда вошла в основной состав американской национальной сборной и побывала на Панамериканских играх в Санто-Доминго, откуда привезла награду золотого достоинства, выигранную в плавании на 50 метров вольным стилем.
Благодаря череде удачных выступлений удостоилась права защищать честь страны на летних Олимпийских играх 2004 года в Афинах. Вместе со своими соотечественницами завоевала серебряные олимпийские медали в эстафете 4 × 100 метров вольным стилем и в комбинированной эстафета 4 × 100 метров. Также в этом сезоне отметилась успешным выступлением на домашнем мировом первенстве на короткой воде в Индианаполисе, где в тех же дисциплинах получила золото и серебро соответственно.
В 2005 году взяла бронзу на чемпионате мира по водным видам спорта в Монреале в эстафете 4 × 100 метров вольным стилем.
В 2007 году на чемпионате мира в Мельбурне стала серебряной призёркой в эстафете 4 × 100 метров вольным стилем и одержала победу в эстафете 4 × 200 метров вольным стилем.
Находясь в числе лидеров плавательной команды США, благополучно прошла отбор на Олимпийские игры 2008 года в Пекине. Здесь в точности повторила результаты четырёхлетней давности, снова завоевала серебряные олимпийские медали в эстафете 4 × 100 метров вольным стилем и в комбинированной эстафета 4 × 100 метров.
После пекинской Олимпиады Джойс осталась в составе американской национальной сборной на ещё один олимпийский цикл и продолжила принимать участие в крупнейших международных соревнованиях. Так, в 2010 году в эстафете 4 × 100 метров вольным стилем она выиграла серебряную медаль на мировом первенстве на короткой воде в Дубае.
В 2011 году добавила в послужной список серебряную награду, полученную в эстафете 4 × 100 метров вольным стилем на чемпионате мира по водным видам спорта в Шанхае.
Участвовала в Олимпийских играх 2012 года в Лондоне, однако на сей раз попасть в число призёров не смогла — в плавании на 50 метров вольным стилем не прошла дальше предварительных квалификационных заплывов.